# Armada (videogioco)
Armada è un videogioco del 1999 sviluppato e pubblicato da Metro3D per Dreamcast.

## Modalità di gioco
Armada è un sparatutto online con elementi dei videogiochi di ruolo. Il gameplay del gioco è stato paragonato a quello di Asteroids e Colony Wars.

## Sviluppo
Annunciato nell'estate del 1998, il videogioco doveva essere un titolo di lancio della console SEGA.
Nel 2000 è stato prodotto un simulatore di guida per Game Boy Color ambientato nell'universo del gioco dal titolo Armada F/X Racers.
Un sequel del gioco, previsto inizialmente per Dreamcast, è stato in seguito annunciato per PlayStation 2 e Xbox, tuttavia nel 2005 è stato realizzato un titolo ispirato alla serie, il MMO Armada Online per Microsoft Windows, mai uscito dalla versione alfa.